# Liet-Lávlut
Il Liet International (in sami settentrionale: Liet-Lávlut) è un festival musicale che si tiene annualmente e coinvolge musicisti e cantanti che parlano una qualsiasi lingua minoritaria d'Europa.
Tenutosi la prima volta nel 2002 in Frisia, il Liet International si è tenuto da allora con sette interruzioni: 2005, 2007, 2013, 2015, 2016, 2019 e 2020.

## Edizioni
| Anno | Luogo                   | Vincitore                     | Brano                   | Lingua                |
| ---- | ----------------------- | ----------------------------- | ----------------------- | --------------------- |
| 2002 | Leeuwarden, Paesi Bassi | Pomada                        | En Pere Gallerí         | catalano              |
| 2003 | Leeuwarden, Paesi Bassi | Transjoik                     | Mijjajaa                | sami                  |
| 2003 | Leeuwarden, Paesi Bassi | Gwenno                        | Vodya                   | cornico               |
| 2004 | Leeuwarden, Paesi Bassi | Niko Valkeapää                | Rabas mielain           | sami                  |
| 2006 | Östersund, Svezia       | Johan Kitti & Ellen Sara Bæhr | Luđiin muitalan         | sami settentrionale   |
| 2006 | Östersund, Svezia       | Liza Pannetier                | Solèu Roge              | occitano              |
| 2008 | Luleå, Svezia           | Jacques Culioli               | Hosanna in excelsis     | corso                 |
| 2009 | Leeuwarden, Paesi Bassi | SomBy                         | Ii iđit vel             | sami settentrionale   |
| 2009 | Leeuwarden, Paesi Bassi | Dr. Drer & CRC posse          | Apu biu                 | sardo                 |
| 2010 | Lorient, Francia        | ORKA                          | Rúmdardrongurin         | faroese               |
| 2010 | Lorient, Francia        | R.Esistence in Dub            | Fieste                  | friulano              |
| 2011 | Udine, Italia           | Coffeeshock Company           | Gusla mi se je znicila  | croato del Burgenland |
| 2011 | Udine, Italia           | Janna Eijer                   | Ien klap                | frisone occidentale   |
| 2012 | Gijón, Spagna           | Asturiana Mining Company      | Si nun conoces Vaḷḷouta | asturiano             |
| 2012 | Gijón, Spagna           | Lleuwen                       | Ar Gouloù Bev           | bretone               |
| 2014 | Oldenburg, Germania     | Alia-Duo                      | Naharij kandâ           | sami di Inari         |
| 2014 | Oldenburg, Germania     | Martina Iori                  | Via con mia mùsega      | ladino                |
| 2017 | Kautokeino, Norvegia    | Ella Marie Hætta Isaksen      | Luoddaearru             | sami settentrionale   |
| 2018 | Leeuwarden, Paesi Bassi | Nastasia Zürcher              | Espertos                | galiziano             |
| 2018 | Leeuwarden, Paesi Bassi | The Rowan Tree                | Tresor                  | cornico               |